# Mihail Uljanov
Mihail Aleksandrovič Uljanov (rus. Михаи́л Алекса́ндрович Улья́нов; Bergamak, 20. studenog 1927. – Moskva, 26. ožujka 2007.) bio je sovjetski i ruski glumac i redatelj, jedna od najpoznatijih i najcjenjenijih osobnosti sovjetskog kazališta i kinematografije poslijeratnog razdoblja.
Odlikovan je kao Narodni umjetnik SSSR-a 1969. i kao Heroj socijalističkog rada 1986. godine, a posebnu nagradu na filmskom festivalu u Veneciji dobio je 1982. godine.
Izabrana filmografija
- Kuća u kojoj živim (1957.) kao Dmitrij Fedorovič Kaširin
- Jednostavna priča (1960.) kao Andrej Egorovič Danilov
- Tišina (1963.) kao Pjotr Ivanovič Bikov
- Žive i mrtve (1964.) kao Sergej Filippovič, komandant vojske
- Predsedavajući (1964.) kao Jegor Trubnikov
- Ledeni bljesak (1967.) kao general Aleksandar Gorbatov
- Braća Karamazovi (1969.) kao Dmitri Karamazov
- Let (1970.) kao general Gregori Lukianovič Čarnota
- Oslobođenje (1969.-'71.) kao maršal Georgij Žukov
- Naciljaj (1975.) kao maršal Georgij Žukov
- Vojnici slobode (1977.) kao maršal Georgij Žukov
- Privatni život (1982.) kao Sergej Nikitič Abrikosov
- Bez svjedoka (1983.) kao On
- Bitka za Moskvu (1985.) kao maršal Georgij Žukov
- Uvod (1987.) kao Kim Jesenin, pisac
- Staljingrad (1989.) kao maršal Georgij Žukov
- Majstor i Margarita (1994.) kao Poncije Pilat
- Sve će biti u redu! (1996.) kao djed
- Strijelac Vorošilovog puka (1999.) kao Ivan Fjodorovič Afonin
- Antiubojica (2002.) kao otac, šef bande